# Jerzy Pękala
Jerzy Józef Pękala (ur. 30 września 1929 we Wieprzu) – polski polityk, prezydent Krakowa, poseł na Sejm PRL VI kadencji, ambasador PRL w Korei Północnej.

## Życiorys
Urodził się w rodzinie robotniczej Andrzeja i Rozalii. Ukończył naukę w liceum ogólnokształcącym w Wadowicach, działał w Organizacji Młodzieży Towarzystwa Uniwersytetu Robotniczego i Związku Młodzieży Polskiej. Studia wyższe ukończył na Wydziale Ekonomii Politycznej Uniwersytetu im. Mikołaja Łomonosowa w Moskwie. W 1948 został członkiem Polskiej Zjednoczonej Partii Robotniczej. Pracę zawodową rozpoczął na Uniwersytecie Mikołaja Kopernika w Toruniu na stanowisku starszego asystenta w Katedrze Ekonomii Politycznej. W 1955 przeszedł do pracy w Komitecie Wojewódzkim PZPR w Bydgoszczy, początkowo jako kierownik wydziału, a następnie sekretarz do spraw ekonomicznych; po zmianach, jakie nastąpiły w październiku 1956, został sekretarzem KW PZPR w Bydgoszczy.
W 1959 przeniósł się wraz z rodziną do Krakowa. W latach 1960–1969 pełnił funkcję sekretarza do spraw ekonomicznych Komitetu Wojewódzkiego PZPR w Krakowie. Od 16 grudnia 1964 do 20 stycznia 1965 był pełniącym obowiązki I sekretarza w egzekutywie KW. Był aktywistą Polskiego Towarzystwa Ekonomicznego.
6 czerwca 1969 został wybrany na przewodniczącego prezydium Rady Narodowej miasta Krakowa (po wyborach w 1973 był prezydentem miasta). Na stanowisku tym pozostał do dnia 26 kwietnia 1978. W czasie piastowania przez niego urzędu otwarto nową linię tramwajową nr 22 z Nowej Huty 30 grudnia 1969; rozpoczęto budowę nowego osiedla mieszkaniowego na Krowodrzy w 1970; przeniesiono siedzibą krakowskich sądów do nowych gmachów przy Rondzie Mogilskim w 1971; dokonano otwarcia nowego mostu na Wiśle – Mostu Grunwaldzkiego w 1972; w 1973 odsłonięto pomnik Smoka Wawelskiego oraz pomnika Włodzimierza Lenina (pomnik zdemontowano w 1989); otwarto nowe podziemne przejście w okolicach Dworca Kraków Główny, rozpoczęto budowę nowych budynków Wydziału Mechanicznego Politechniki Krakowskiej w Czyżynach; otwarto w Hucie im. Lenina nowoczesną walcownię blach karoseryjnych w 1975; ponownie odsłonięto zrekonstruowany po II wojnie światowej Pomnik Grunwaldzki 16 października 1976 na placu Jana Matejki.
W trakcie kadencji prezydenckiej pełnił także funkcję wojewody krakowskiego. Po zwolnieniu z funkcji przewodniczącego prezydium Rady Narodowej miasta Krakowa skierowany został do pracy w dyplomacji. Od 1978 do 1981 pełnił stanowisko ambasadora PRL w Korei Północnej.

## Ordery i odznaczenia
- Order Sztandaru Pracy II klasy
- Krzyż Kawalerski Orderu Odrodzenia Polski
- Złoty Krzyż Zasługi
- Złota Odznaka „Za Pracę Społeczną dla miasta Krakowa” (1969)[4]